# Distrito de Kani
Kani (可児郡, Kani-gun) é um distrito japonês localizado na província de Gifu.
Em 2008 o distrito tinha uma população estimada em 18 961 habitantes e uma densidade populacional de 335 h/km². Tem uma área total de 56,61 km².
O distrito é apenas integrado pela vila de Mitake.